# Oyehut-Hogan's Corner, Washington
Oyehut-Hogan's Corner, Washington (енгл. Oyehut-Hogan's Corner) насељено је место без административног статуса у америчкој савезној држави Вашингтон.

## Демографија
По попису из 2010. године број становника је 85.
| Група             | 2000.    | 2010.      |
| Белци             | 0 (0,0%) | 75 (88,2%) |
| Афроамериканци    | 0 (0,0%) | 0 (0,0%)   |
| Азијати           | 0 (0,0%) | 2 (2,4%)   |
| Хиспаноамериканци | 0 (0,0%) | 4 (4,7%)   |
| Укупно            | 0        | 85         |